# Pantalla de paneles prefabricados de hormigón

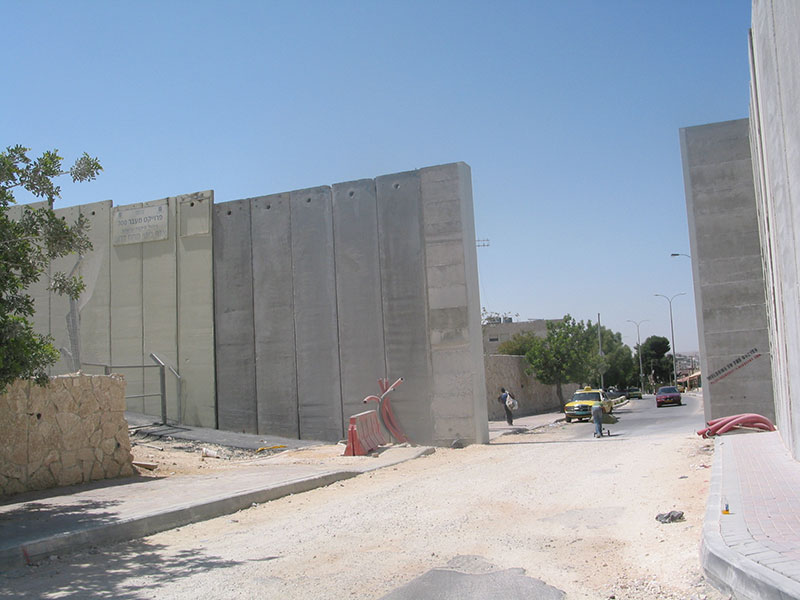
Pantalla de hormigón

Las pantallas de paneles prefabricados de hormigón son un tipo de pantalla, o estructura de contención flexible, empleada habitualmente en arquitectura únicamente.
Como su propio nombre indica, están constituidas de elementos de hormigón prefabricados, con forma de paneles generalmente rectangulares.
Para su colocación, se ha de crear una zanja con unas dimensiones ligeramente superiores a las del panel prefabricado. Posteriormente se introduce en la zanja el panel, y se vierte bentonita o cemento alrededor.
Este sistema constructivo de pantallas prácticamente no se usa en España, donde las estructuras de contención flexibles más empleadas son las tablestacas y los muros pantalla.

## Enlaces relacionados
- Prefabricados Almoradiel - Prefabricados de Hormigones

- Datos: Q6059812